# Tagulis granulosus
Tagulis granulosus är en spindelart som beskrevs av Simon 1895. Tagulis granulosus ingår i släktet Tagulis och familjen krabbspindlar.
Artens utbredningsområde är Sierra Leone. Inga underarter finns listade i Catalogue of Life.